# Ангун (Аљаска)
Ангун (енгл. Angoon) град је у америчкој савезној држави Аљаска.

## Демографија
По попису из 2010. године број становника је 459, што је 113 (-19,8%) становника мање него 2000. године.
| Група             | 2000.      | 2010.      |
| Белци             | 60 (10,5%) | 46 (10,0%) |
| Афроамериканци    | 3 (0,5%)   | 4 (0,9%)   |
| Азијати           | 1 (0,2%)   | 0 (0,0%)   |
| Хиспаноамериканци | 31 (5,4%)  | 36 (7,8%)  |
| Укупно            | 572        | 459        |